# Campeonato Sul-Americano de Atletismo de 1954
O Campeonato Sul-Americano de Atletismo de 1954 foi organizado pela CONSUDATLE entre os dias 17 a 25 de abril na cidade de São Paulo, no Brasil. Foram disputadas 31 provas sendo 22 masculino e 9 feminino, tendo como destaque o Brasil com 18 medalhas de ouro. 

## Medalhistas

### Masculino
| Evento                      | Ouro                              | Ouro    | Prata                             | Prata   | Bronze                        | Bronze  |
| --------------------------- | --------------------------------- | ------- | --------------------------------- | ------- | ----------------------------- | ------- |
| 100 metros                  | Paulo de Fonseca · Brasil         | 10.6    | José Telles da Conceição · Brasil | 10.7    | Benedito Ferreira · Brasil    | 10.7    |
| 200 metros                  | José Telles da Conceição · Brasil | 21.2    | Jaime Aparicio · Colômbia         | 21.7    | Paulo de Fonseca · Brasil     | 21.8    |
| 400 metros                  | Mário do Nascimento · Brasil      | 48.3    | Argemiro Roque · Brasil           | 49.1    | Ramón Sandoval · Chile        | 49.5    |
| 800 metros                  | Ramón Sandoval · Chile            | 1:50.9  | Argemiro Roque · Brasil           | 1:53.6  | Odilon Netto · Brasil         | 1:54.2  |
| 1 500 metros                | Jaime Correa · Chile              | 3:56.5  | Guillermo Solá · Chile            | 3:57.2  | Santiago Novas · Chile        | 3:57.7  |
| 5 000 metros                | Jaime Correa · Chile              | 15:00.6 | Santiago Novas · Chile            | 15:07.8 | Edgard Mitt · Brasil          | 15:14.1 |
| 10 000 metros               | Jaime Correa · Chile              | 31:41.0 | Geraldo Alves · Brasil            | 32:14.5 | Luís Rodrigues · Brasil       | 32:30.5 |
| Meia maratona               | Geraldo Alves · Brasil            | 1:13:02 | Joaquín da Silva · Brasil         | 1:13:43 | José Pérez · Chile            | 1:15:48 |
| 110 metros barreiras        | Wilson Carneiro · Brasil          | 14.3    | Teófilo Davis · Venezuela         | 14.5    | Juan Leiva · Venezuela        | 14.8    |
| 400 metros barreiras        | Jaime Aparicio · Colômbia         | 52.2    | Wilson Carneiro · Brasil          | 53.5    | Ulisses dos Santos · Brasil   | 54.9    |
| 3.000 metros com obstáculos | Edgard Mitt · Brasil              | 9:14.9  | Guillermo Solá · Chile            | 9:16.0  | Santiago Novas · Chile        | 9:26.6  |
| 4×100 metros estafetas      | Brasil                            | 40.8    | Peru                              | 41.8    | Venezuela                     | 42.2    |
| 4×400 metros estafetas      | Brasil                            | 3:15.6  | Chile                             | 3:16.9  | Venezuela                     | 3:21.0  |
| Salto em altura             | José Telles da Conceição · Brasil | 2.00    | Ernesto Lagos · Chile             | 1.95    | Adilton Luz · Brasil          | 1.90    |
| Salto à vara                | Brígido Iriarte · Venezuela       | 3.90    | Carlos Moschen · Brasil           | 3.90    | Fausto de Souza · Brasil      | 3.90    |
| Salto em comprimento        | Fermín Donazar · Uruguai          | 7.51    | Mário Gonzales · Brasil           | 7.47    | Ary de Sá · Brasil            | 7.19    |
| Salto triplo                | Adhemar da Silva · Brasil         | 16.22   | Hélio da Silva · Brasil           | 14.86   | Renato do Nascimento · Brasil | 14.70   |
| Arremesso de peso           | Alcides Dambrós · Brasil          | 15.32   | Nadim Marreis · Brasil            | 13.81   | Armín Neverman · Chile        | 13.79   |
| Lançamento de disco         | Eduardo Julve · Peru              | 47.44   | Hernán Haddad · Chile             | 46.52   | Alcides Dambrós · Brasil      | 45.09   |
| Lançamento do martelo       | Walter Kupper · Brasil            | 50.65   | Alejandro Díaz · Chile            | 50.04   | Arturo Melcher · Chile        | 49.47   |
| Lançamento do dardo         | Carlos Monge · Peru               | 61.33   | Janis Stendzenieks · Chile        | 60.88   | Francisco Céspedes · Chile    | 56.81   |
| Decatlo                     | Francisco Moura · Brasil          | 6047    | Brígido Iriarte · Venezuela       | 6002    | Aldo Ribeiro · Brasil         | 5765    |

### Feminino
| Evento                  | Ouro                          | Ouro  | Prata                     | Prata | Bronze                        | Bronze |
| ----------------------- | ----------------------------- | ----- | ------------------------- | ----- | ----------------------------- | ------ |
| 100 metros              | Benedita de Oliveira · Brasil | 12.3  | Deyse de Castro · Brasil  | 12.3  | Elda Selamé · Chile           | 12.3   |
| 200 metros              | Deyse de Castro · Brasil      | 25.7  | Elda Selamé · Chile       | 25.8  | Benedita de Oliveira · Brasil | 26.2   |
| 80 metros com barreiras | Wanda dos Santos · Brasil     | 11.4  | Eliana Gaete · Chile      | 11.9  | Delia Díaz · Uruguai          | 12.2   |
| 4×100 metros estafetas  | Chile                         | 48.4  | Brasil                    | 48.5  |                               |        |
| Salto em altura         | Delia Díaz · Uruguai          | 1.55  | Elizabeth Müller · Brasil | 1.55  | Deyse de Castro · Brasil      | 1.55   |
| Salto em comprimento    | Lisa Peters · Chile           | 5.75  | Deyse de Castro · Brasil  | 5.47  | Wanda dos Santos · Brasil     | 5.42   |
| Arremesso de peso       | Elizabeth Müller · Brasil     | 11.79 | Pradelia Delgado · Chile  | 11.70 | Vera Trezoitko · Brasil       | 11.60  |
| Lançamento de disco     | Erika Trömel · Chile          | 39.84 | Ilse Gerdau · Brasil      | 39.40 | Pradelia Delgado · Chile      | 38.23  |
| Lançamento do dardo     | Anneliese Schmidt · Brasil    | 42.07 | Marlene Ahrens · Chile    | 41.68 | Carmen Venegas · Chile        | 41.65  |

## Quadro de medalhas
| Ordem | País      | Medalha de ouro | Medalha de prata | Medalha de bronze | Total |
| ----- | --------- | --------------- | ---------------- | ----------------- | ----- |
| 1     | Brasil    | 18              | 15               | 16                | 49    |
| 2     | Chile     | 7               | 12               | 10                | 29    |
| 3     | Peru      | 2               | 1                | 0                 | 3     |
| 4     | Uruguai   | 2               | 0                | 1                 | 3     |
| 5     | Venezuela | 1               | 2                | 3                 | 6     |
| 6     | Colômbia  | 1               | 1                | 0                 | 2     |

Legenda
| Recorde mundial       | Recorde mundial (World record)               |                       | Recorde africano                      | Recorde africano (African) |                                           | Q | Classificado por posição (Qualified) |
| Recorde do campeonato | Recorde do campeonato (Championship record)  | Recorde da América    | Recorde da América (Americas)         | q                          | Classificado por melhor tempo (Qualified) |   |                                      |
| Melhor marca do ano   | Melhor marca do ano (World leading)          | Recorde asiático      | Recorde asiático (Asian)              | DNS                        | Não largou (Did not start)                |   |                                      |
| Recorde nacional      | Recorde nacional (National record)           | Recorde europeu       | Recorde europeu (European)            | DNF                        | Não terminou (Did not finish)             |   |                                      |
| Recorde pessoal       | Recorde pessoal do atleta (Personal best)    | Recorde da Oceania    | Recorde da Oceania (Oceania)          | DSQ / DQ                   | Desclassificado (Disqualified)            |   |                                      |
| Recorde da temporada  | Recorde da temporada do atleta (Season best) | Recorde sul-americano | Recorde sul-americano (South America) | NM                         | Sem marca (No mark)                       |   |                                      |